# Aleksandr Borodjanskij
Aleksandr Borodjanskij (russisk: Алекса́ндр Эммануи́лович Бородя́нский) (født 3. februar 1944 i Vorkuta i Sovjetunionen) er en russisk filminstruktør og manuskriptforfatter.

## Filmografi
- Sny (Сны, 1993)[1][2]